# BEMANIシリーズ
BEMANIシリーズ（ビーマニシリーズ）とは、コナミ（コナミアミューズメント・ビーマニプロダクション）が製作した音楽ゲームの統一ブランド名、およびシリーズ。
正式なブランド名はBEMANI（ビーマニ）。この名称はシリーズ第一作である『beatmania（ビートマニア）』の略称から付けられている。 
アーケード版の各種権利は、コナミグループ再編に伴い、2016年11月1日付でコナミデジタルエンタテインメントからコナミアミューズメントへ移管された。

## タイトルリスト
- beatmania
  - beatmania IIDX
  - beatmania III
- pop'n music
  - pop'n stage
  - HELLO! POP'N MUSIC
  - Beat'n Groovy（家庭用のみ）
  - うたっち(家庭用のみ)
- Dance Dance Revolution
  - Dance Dance Revolution Solo
  - Dancing Stage
- GITADORA
  - GUITARFREAKS（V以降は「GuitarFreaks」に表記変更）
    - GuitarFreaks XG

  - drummania（V以降は「DrumMania」に表記変更）
    - DrumMania XG
- KEYBOARDMANIA
- ParaParaParadise
- Dance Maniax
- MAMBO A GO GO
- Toy'sMarch
- DANCE 86.4 FUNKY RADIO STATION
- マリンバ天国(PLAY-POEMSシリーズの1作)
- jubeat
- REFLEC BEAT
- SOUND VOLTEX
- DanceEvolution ARCADE（アーケードのみBEMANIシリーズ。家庭用『Dance Evolution』は公式サイト・パッケージ共にBEMANIロゴなし）
- ミライダガッキ[1]
- BeatStream（2017年9月1日サービス終了）
- MÚSECA[2]
- ノスタルジア[3]
- DANCERUSH STARDOM
- DANCE aROUND

なお、同社の音楽ゲームでも『Dance!Dance!Dance!』や『MARTIAL BEAT』、『Goo! Goo! SOUNDY』、『beat gather』、『ポラリスコード』などはこのシリーズには入っていない。また、日本版『カラオケレボリューション』もシリーズには含まれないが、一方で日本国外版の『Karaoke Revolution』はBEMANIシリーズに含まれている。

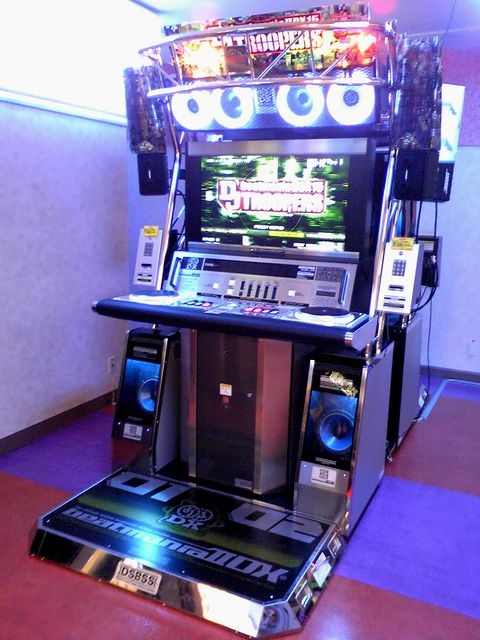
beatmania IIDX
pop'n music
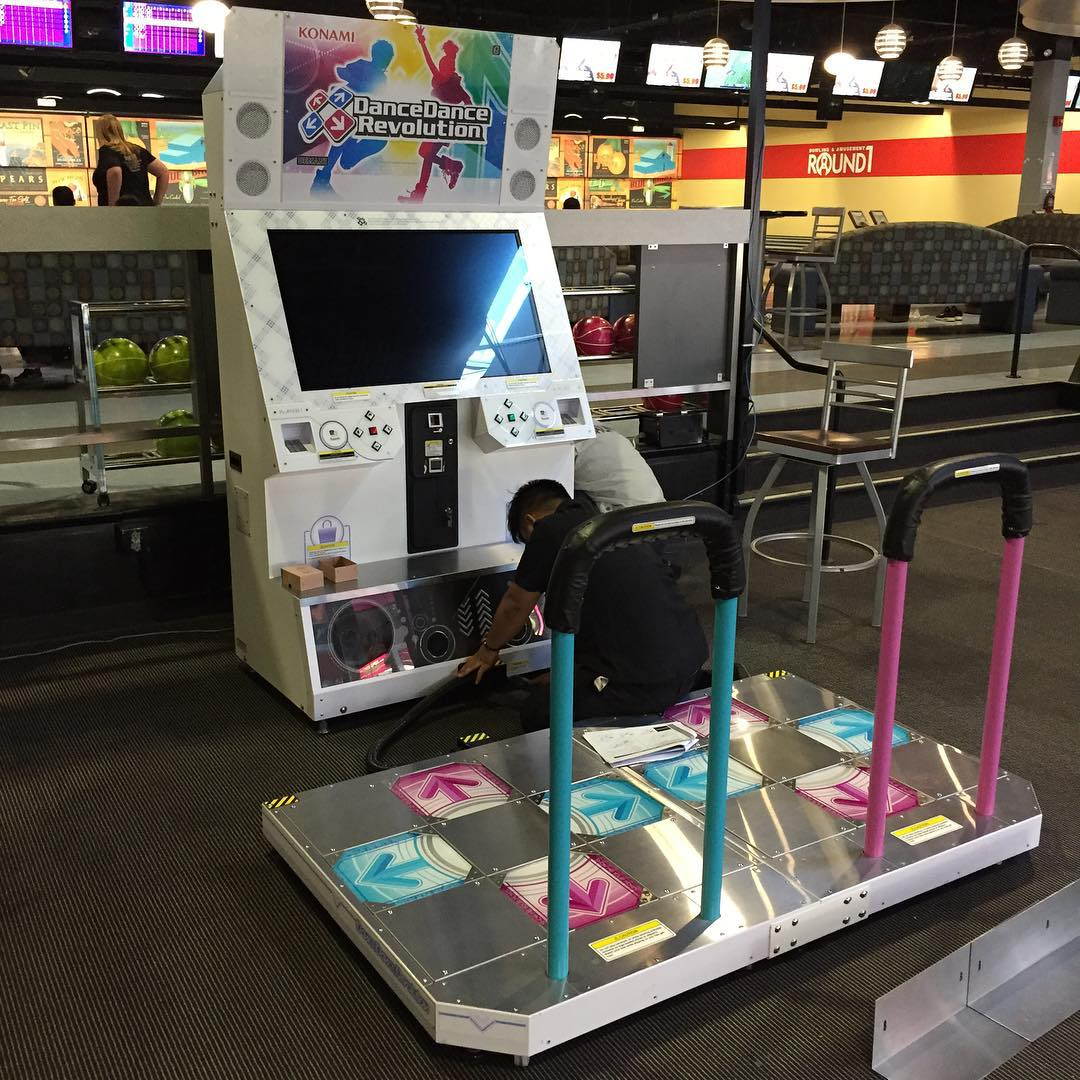
Dance Dance Revolution
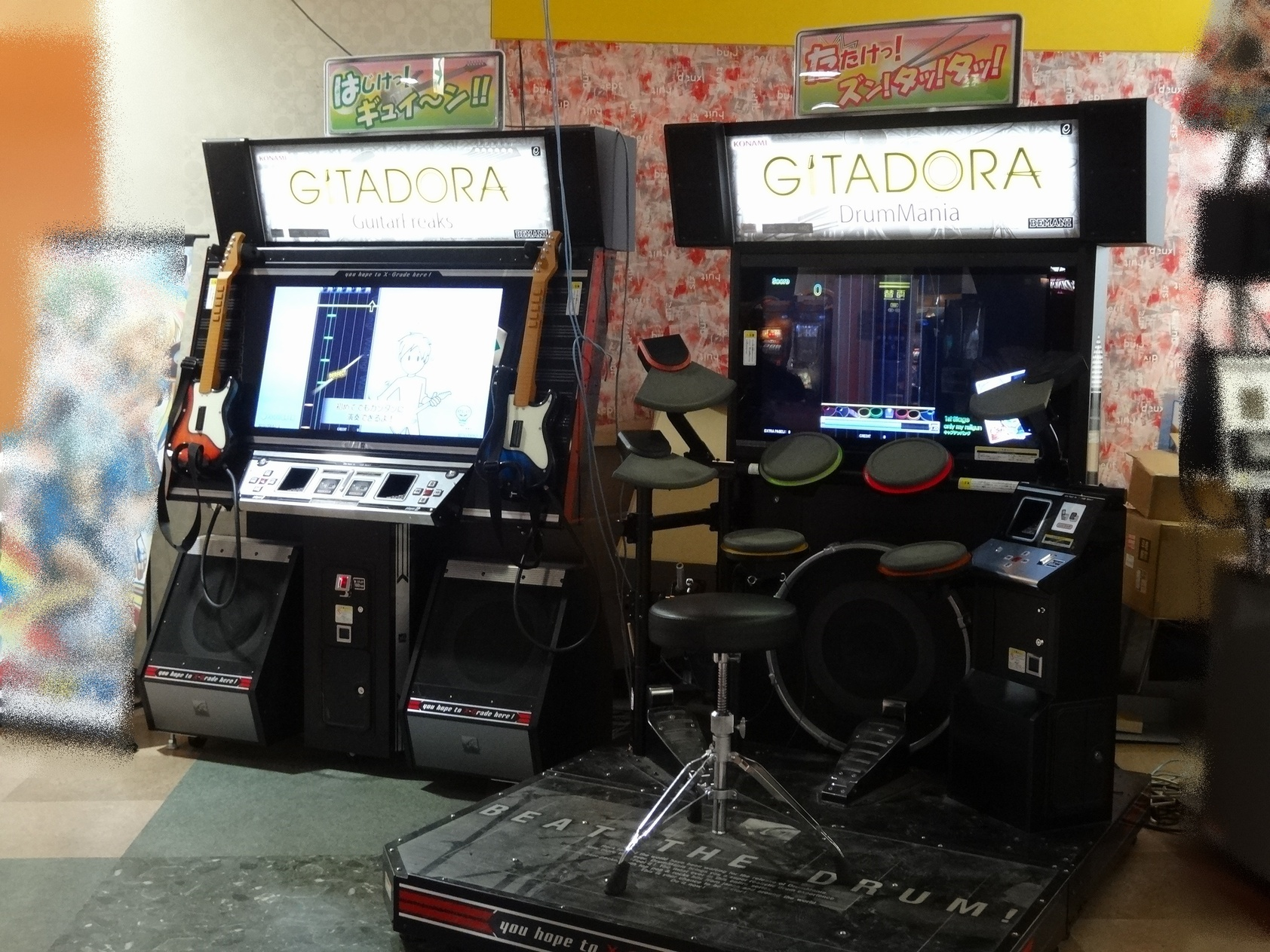
GITADORA
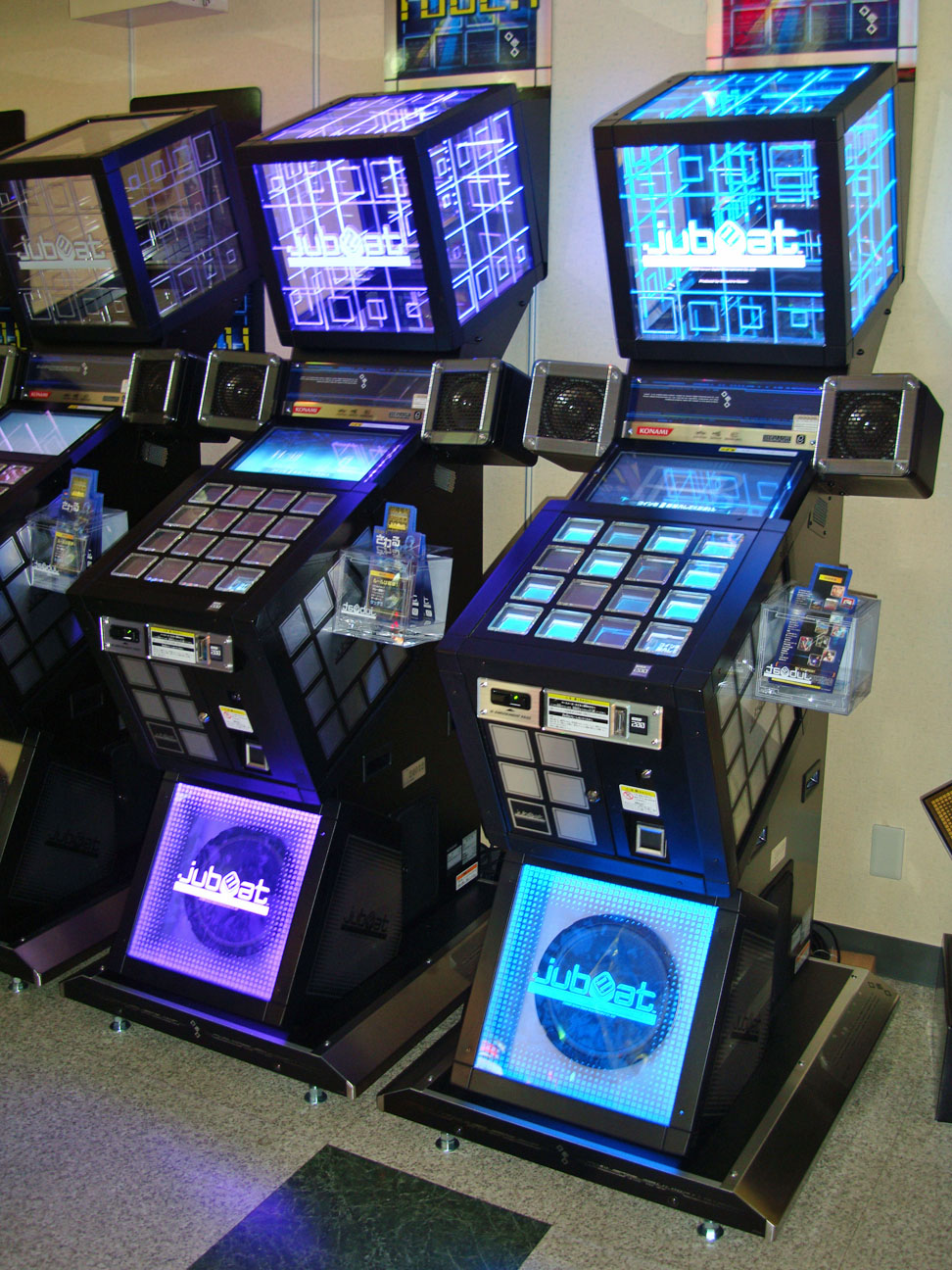
jubeat
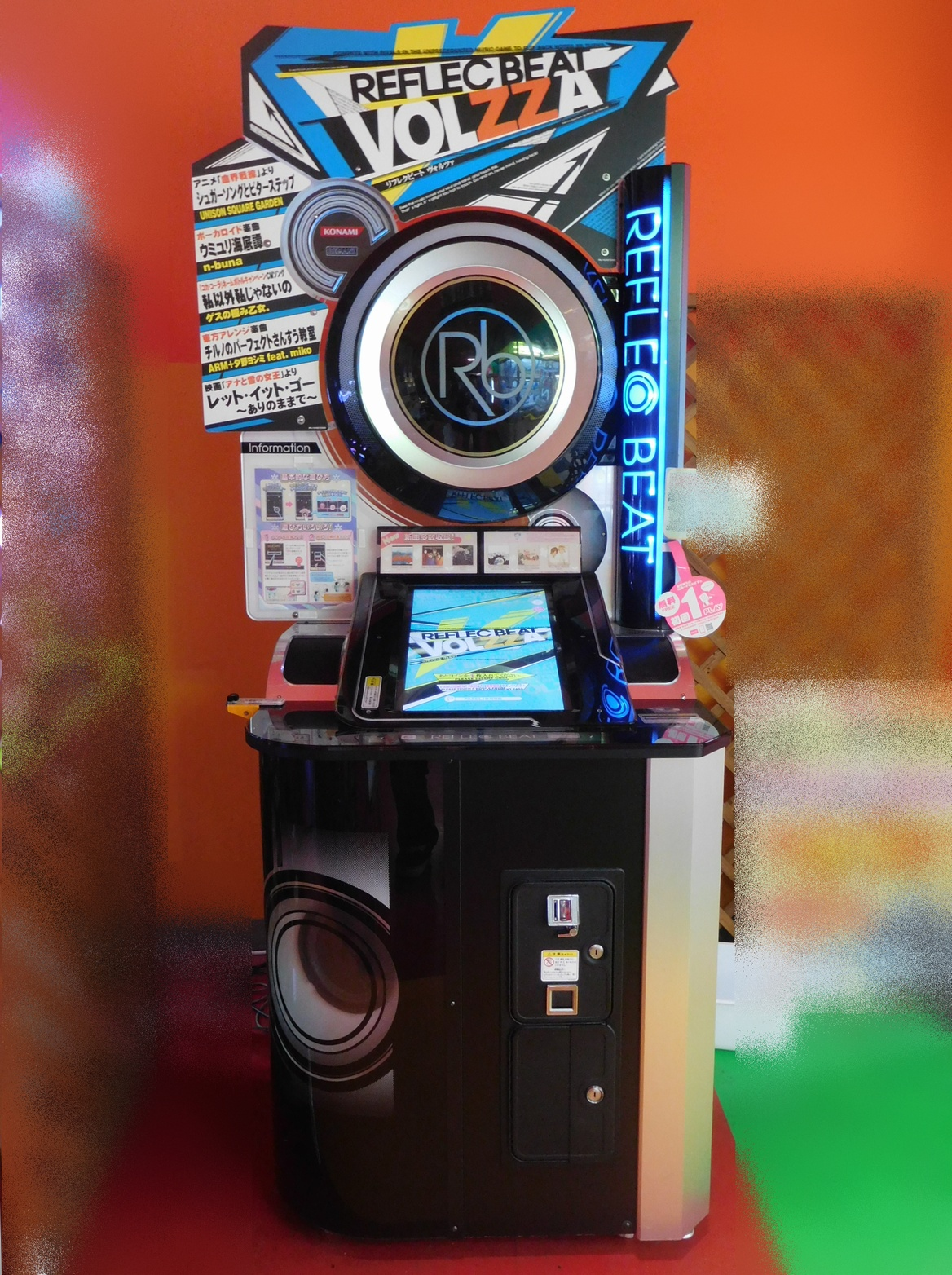
REFLEC BEAT
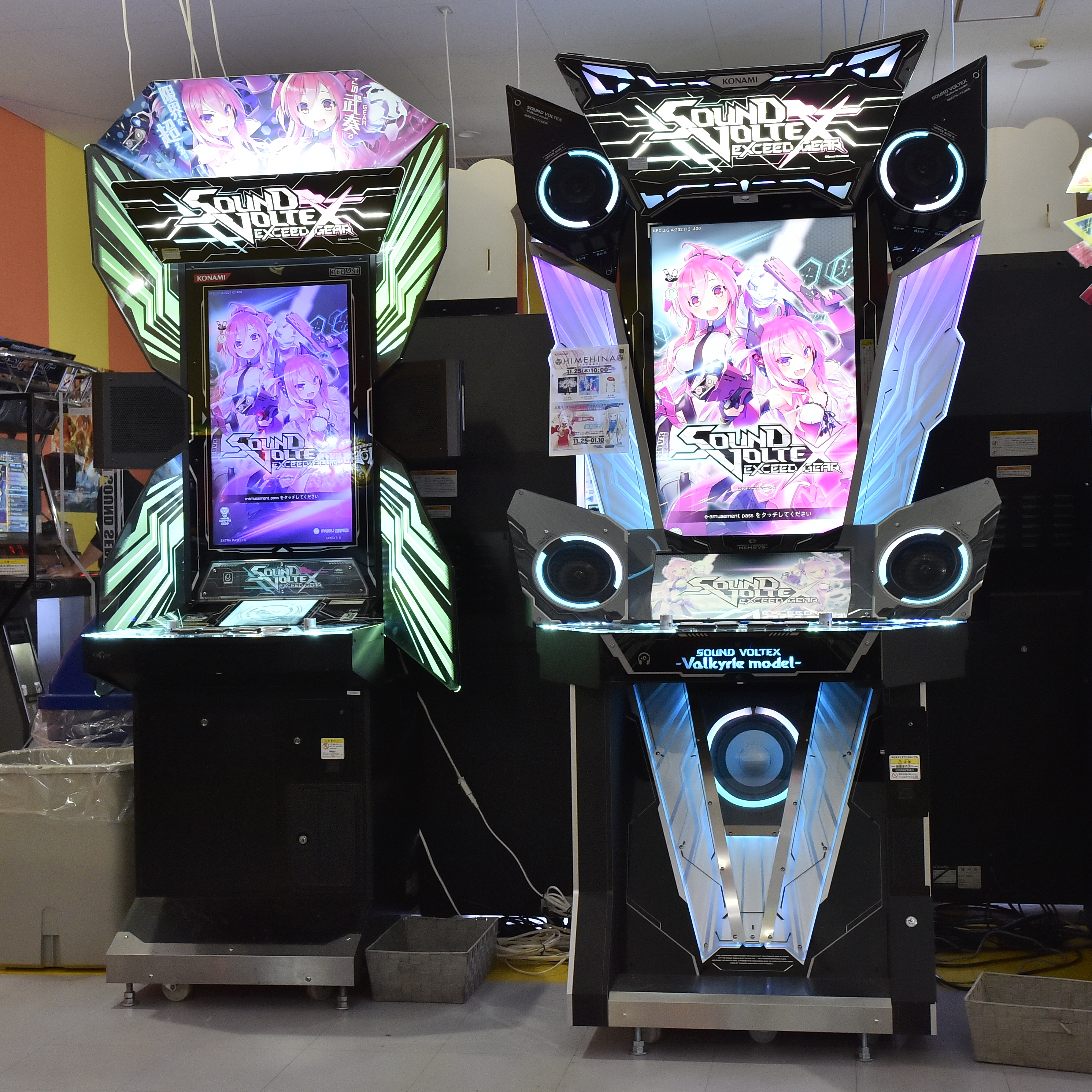
SOUND VOLTEX 左：従来筐体 右：ヴァルキリーモデル（新筐体）
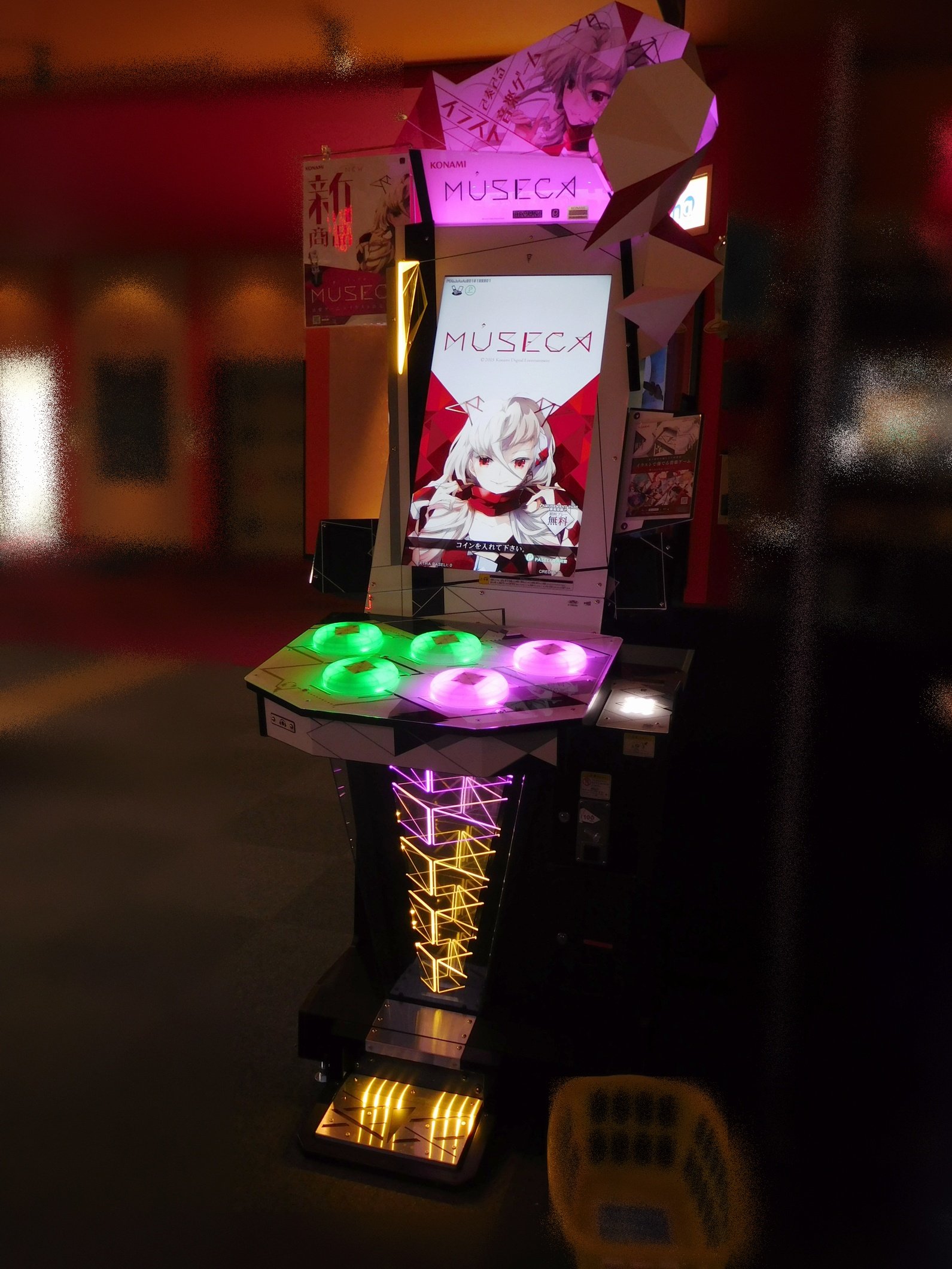
MÚSECA

## 連動企画
複数のタイトルをプレイして条件を満たすことで、それぞれのタイトルの楽曲がプレイできるようになる企画が行われることがある。また下記以外にも、「GUMI 5th Anniversary party Presented by BEMANI」や「BEMANI×TOHO REITAISAI 2015 project」のように、複数の機種を同時に対象にしているが楽曲解禁はそれぞれの機種で個別に行う合同イベントが行われることがある。
jubeat×beatmania IIDX APPEND STYLE（2010年3月8日 - 2010年7月29日）
『jubeat ripples』と『beatmania IIDX 17 SIRIUS』間でのコラボレーション企画。
アペンドフェスティバル/APPEND FESTIVAL（2011年3月7日 - 2011年9月13日）
『jubeat knit』を中心としたBEMANIシリーズ6機種間でのコラボレーション企画。
LincleLink（2011年7月14日 - 2014年5月14日）
異なるBEMANIシリーズ各作品間でコラボレーションが継続的に行われる新たなキャンペーン。
第1弾は『beatmania IIDX 18 Resort Anthem』と『REFLEC BEAT』間で行われている。それぞれの次作以降（『 - 19 Lincle』と『 - limelight』・『 - 20 tricoro』『 - 21 SPADA』と『 - colette』）でも継続された上、第4弾も期間限定で行われ、さらに第5弾も行われている。
第2弾・第3弾は『beatmaniaIIDX 19 Lincle』と『jubeat copious』間で行われている。ちなみに、「WONDER WALKER」を解禁するには「天空の夜明け」ANOTHER譜面をフルコンボしなければならなかった。
アペンドトラベル/APPEND TRAVEL（2012年3月14日 - 2012年9月25日）
『jubeat copious』を中心としたBEMANIシリーズ7機種間でのコラボレーション企画。
機種間での楽曲追加だけでなく、jubeatに関連したアイテムの追加や他の機種でもjubeatに関連したイベントが開始される。
ギタ・ドラ・jubeat大夏祭り（2012年8月1日 - 2012年9月25日）
『GuitarFreaks XG3』、『DrumMania XG3』、『jubeat copious』の3機種間でのコラボレーション企画。
BEMANI連動 選曲バトル つぎドカ!（2012年12月19日 - 2013年1月9日）
下表の4曲が『GuitarFreaks&DrumMania XG3』、『pop'n music Sunny Park』、『Dance Dance Revolution X3 vs 2ndMIX』、『REFLEC BEAT colette』に無条件で同時収録され、最も多くのポイントを獲得した曲が『jubeat saucer』に先行収録されるバトルで、結果は紅焔が優勝となり選考収録された。その後、イベント終了時には遅れて残りの3曲がすべて収録されることになった。
『pop'n music Sunny Park』ではこのイベントに合わせ、担当キャラクターとして「つぎドカ!」4人組が登場した。この4人は次作『pop'n music ラピストリア』でストーリー上のメインキャラクターとなった。
| 楽曲名           | アーティスト  | ジャンル名       | 担当キャラクター | 備考                                   |
| ---------------- | ------------- | ---------------- | ---------------- | -------------------------------------- |
| 紅焔             | PON           | スカーレット     | 烈               |                                        |
| snow prism       | Qrispy Joybox | スノーウィーコア | 氷海             | GFDMは「snow prism (GFDM ver.)」       |
| Cosmic Hurricane | TAG           | コスモドライブ   | 風雅             | GFDMは「Cosmic Hurricane (GFDM ver.)」 |
| 恋閃繚乱         | 2B-Waves      | 華恋ロック       | 鈴花             |                                        |

パステルくんとスミス氏のRUNRUNマラソン!（2013年4月1日 - 2014年3月3日）
『REFLEC BEAT colette』と『jubeat saucer』間でのコラボレーション企画。
3回+1回開催されており、MISSION DELTAで「JOMANDA」と「VALLIS-NERIA」の相互移植が実現した。
私立BEMANI学園（2013年4月24日 - 2013年12月19日）
イベント開始時点で稼働していたBEMANIシリーズの現行機種8機種が対象。BEMANIシリーズ同士では過去に類を見ない大規模連動イベントとなり、以降も毎年夏頃より大型イベントが開催されるようになる。
先輩とズッ友になれば楽曲が解禁される。これに加え、『クイズマジックアカデミー 賢者の扉Season2』でもBEMANI検定が開催。同検定をプレイすると直接ポイントは獲得できないが、ポイントが貯まりやすくなる。
対象機種のうち、楽曲解禁対象となるのは『beatmania IIDX 21 SPADA』、『pop'n music Sunny Park』、『DanceDanceRevolution』、『GITADORA』、『jubeat saucer』、『REFLEC BEAT colette』の6機種。『Dance Evolution ARCADE』と『SOUND VOLTEX BOOTH』はボーナス対象のみであり、いずれの楽曲も収録されなかった。また。『ミライダガッキ』は本イベント開始当初に未稼働のため対象外だったが、後に同機種における個別のイベントで全曲追加されている。
解禁できる楽曲は以下の通り。『pop'n music』での担当キャラクターはすべてMZDになっている。
| 楽曲名                                                        | アーティスト                  | ジャンル名                     | 備考                                                                                                   |
| ------------------------------------------------------------- | ----------------------------- | ------------------------------ | --- |
| 創世ノート                                                    | PON+wac                       | クリエイター                   | |
| Synergy For Angels                                            | TAG×U1 ASAMi                  | オービタリックレボリューション | GITADORAでは「Synergy For Angels (GITADORA Ver.)」                                                     |
| ラキラキ                                                      | Mutsuhito Izumi & S-C-U       | ラッキーテクノ                 | GITADORAでは「ラキラキ (GITADORA Ver.)」                                                               |
| お米の美味しい炊き方、 そしてお米を食べることによるその効果。 | 大日本鉄倶楽部【あさき&96】   | お米タル                       | |
| GAIA                                                          | 猫叉L.E.D.Master+             | スピードダンス                 | GITADORAでは「GAIA -GITADORA EDITION-」                                                                |
| 虹色の花                                                      | Akhuta y OJ                   | ライトビジュアルポップ         | |
| 晴天Bon Voyage                                                | TOMOSUKE×seiya-murai feat.ALT | スウィートロニカ               | |
| STULTI                                                        | MAX MAXIMIZER VS DJ TOTTO     | グラヴィオール                 | |
| Empathetic                                                    | Sota÷Des                      | ドラムステップ                 | |
| Elemental Creation                                            | dj TAKA meets DJ YOSHITAKA    | ハードルネッサンス             | GITADORAでは「Elemental Creation -GITADO ROCK ver.-」 前の9曲を解禁することで出現 チュウニズムにも収録 |
| Endless Chain〜2人でトリガーをひこう〜                        | 私立BEMANI学園軽音部          |                                | 私立BEMANI学園テーマ曲 jubeat・GITADORA・ミライのみ収録                                                |

ミミニャミ・コタローのフライングキャッチ!（2013年6月3日 - 2014年3月3日）
『pop'n music Sunny Park』と『jubeat saucer』間でのコラボレーション企画。お題をこなすことでコタローを成長させていく。「終末を追う者（ジャッジメント）」を解禁することが最終目的。
FLOOR INFECTION（2013年6月7日 - ）
開催期間中に『SOUND VOLTEX』シリーズを一定回数プレイし、同シリーズのFLOORコンテストで採用された一般公募楽曲を他機種で解禁できる企画。解禁できる期間が開催弾毎に限られており、間隔を空けて不定期に開催されている。
第1弾・第2弾・第6弾・第11弾は『REFLEC BEAT』シリーズ、第3弾・第5弾・第7弾・第12弾・第13弾は『pop'n music』シリーズ、第4弾・第9弾・第14弾は『jubeat』シリーズ、第8弾は『GITADORA』シリーズ、第10弾は『Dance Dance Revolution』でそれぞれプレイ可能となる。
POLICY BREAK（2013年7月3日 - ）
『FLOOR INFECTION』とは逆に、開催期間中に特定機種を一定回数プレイしてから『SOUND VOLTEX』シリーズをプレイし、レイシスを覚醒することで『SOUND VOLTEX』でコナミオリジナル楽曲の原曲を解禁できる。同シリーズは基本的にコナミオリジナル原曲をそのまま収録することは無かったため、その「ポリシーを破る」という企画である。こちらも解禁できる期間が開催弾毎に限られており、間隔を空けて不定期に開催されている。
『REFLEC BEAT』、『jubeat』、『pop'n music』、『GITADORA』の他、音楽ゲームではない『Steel Chronicle』とのコラボレーションも行われた。
クプロ・ミミニャミ・パステルくんのみんなで宇宙戦争!（2013年7月29日 - 2014年5月14日）
『beatmania IIDX 20 tricoro』、『pop'n music Sunny Park』、『REFLEC BEAT colette』の3機種間でのコラボレーション企画。『beatmania IIDX 20 tricoro』の楽曲解禁イベント「ぼくらの宇宙戦争」の特別編。
9月12日から、更に敵（ジルクファイド）が追加され、倒せば「Zirkfied（スペースレクイエム）」を獲得できる。また、『SOUND VOLTEX II』でも、「レイシス・レフト・ライトのみんなで宇宙戦争!」として便乗企画を実施した。
jubeat・GITADORA・DDRのTriple Journey（2013年8月1日 - 2013年9月2日）
『jubeat saucer』、『GITADORA』、『Dance Dance Revolution』の3機種間でのコラボレーション企画。スミス、オトベア、バビロンから日替わりで送られるメールにはヒントが書かれており、それを頼りに楽曲を解禁する。
熱闘!BEMANIスタジアム（2013年12月19日 - 2014年7月23日）
イベント開始時点で稼働していたBEMANIシリーズの現行機種全種が対象。それぞれの機種をプレーしてカードを獲得し、カードを強化。そして野球で対決して、楽曲の解禁やカードを獲得する。
『ミライダガッキ ver.2』プレイでカード成長が2倍、『Dance Evolution ARCADE』プレイでカード成長が3倍となる。
対象機種のうち、楽曲解禁対象となるのは『beatmania IIDX 21 SPADA』、『DanceDanceRevolution』、『pop'n music Sunny Park』、『GITADORA』、『jubeat saucer』、『REFLEC BEAT colette』、『SOUND VOLTEX II』、『ミライダガッキ Ver.2』の8機種。『Dance Evolution ARCADE』はボーナス対象のみであり、イベント当時はいずれの楽曲も収録されなかったが、後に1曲のみ同機種個別のイベントで収録されている。『BeatStream』は本イベント開始当初に未稼働のため対象外となっている。
2014年1月23日からは、BEMANIシリーズの枠を超え、『スティールクロニクル ヴィクトルーパーズ』と『クイズマジックアカデミー 天の学舎』からも参戦が決定している。
「私立BEMANI学園」と違い、移植曲の大会や対外試合（オンライン対戦）も用意されている。
解禁できる楽曲のうち、本イベントオリジナル楽曲は以下の通り。下記の他にも、特定機種から特定機種のみへの1機種同士の移植曲が何曲が存在していた。
| 楽曲名                                 | アーティスト                                   | ジャンル名                         | 担当キャラクター | 備考                                                                             |
| -------------------------------------- | ---------------------------------------------- | ---------------------------------- | ---------------- | -------------------------------------------------------------------------------- |
| Stella Sinistra                        | Akhuta Philharmonic Orchestra                  | シンフォノベーティブロック         | ウォーカー       |                                                                                  |
| マインド・ゲーム                       | 96 with メカショッチョー                       | 青春剛速球メタル                   | P-1&P-2          |                                                                                  |
| PUNISHER                               | TAG×PON                                        | ヴァリアントレイヴ                 | タイマー         |                                                                                  |
| HYENA                                  | Hommarju                                       | ビッグビート                       | ジャック         | GITADORAでは「HYENA (Live Edit feat. 96)」                                       |
| デッドボヲルdeホームラン               | 猫叉Masterβ2                                   | エレクトリックマヌーシュスウィング | ロミ夫           |                                                                                  |
| Squeeze                                | VENUS feat. Mutsuhiko Izumi                    | ウィザウチュナイ -ゼクス-          | VENUS            | GITADORAでは「Squeeze -GITADORA Mix-」                                           |
| 野球の遊び方 そしてその歴史 〜決定版〜 | あさき大監督                                   | 野球のことがよくわかる             | フレッシュマン   |                                                                                  |
| 轟け!恋のビーンボール!!                | ダイナミック野球兄弟 v.s. クロスファイヤーPrim | ベースボールヒロイン               | リサ             | GITADORAでは「轟け!恋のビーンボール!!～96バット砲炸裂!GITADORAシリーズMVP弾!～」 |
| Engraved Mark                          | Ryu☆ ∞ Des-ROW                                 | ハッピーサッドコア                 | レオン           | 初出はiOSアプリ連動企画「アプリでビーマニはじめようキャンペーン！」              |
| IX                                     | dj TAKA & DT TOTTO feat.藍                     | ブラッドメタル                     | MZD              | GITADORAでは「IX -GITADOROCK ver.-」                                             |

発見!よみがえったBEMANI遺跡（2014年7月24日 - 2015年6月25日）
イベント開始時点で稼働していた現行機種全種が対象。それぞれの機種をプレーして遺跡のピラミッド石を集めたり、彫像を覚醒させて楽曲を解禁する。
本イベントは「ピラミッド建造」と「彫像の覚醒」の2つのイベントに分かれており、前者は6機種に移植曲等が解禁、後者は8機種に本イベントオリジナルの新曲が一時解禁される。
対象機種のうち、楽曲解禁対象となるのは『beatmania IIDX 21 SPADA』、『pop'n music ラピストリア』、『DanceDanceRevolution』、『GITADORA OverDrive』、『jubeat saucer fulfill』、『REFLEC BEAT groovin'!!』、『SOUND VOLTEX II』、『ミライダガッキ Ver.2』の8機種。このうち、「ピラミッド建造」で移植曲が解禁されるのは前記6機種のみとなる。『Dance Evolution ARCADE』と『BeatStream』はボーナス対象のみであり、いずれの楽曲も収録されていない。
解禁できる楽曲のうち、「彫像の覚醒」で解禁できる本イベントオリジナル楽曲は以下の通り。今回はそれぞれコンポーザー6人による合作となっている。
| 楽曲名                 | アーティスト | アーティスト詳細                                         | ジャンル名           | 担当キャラクター |
| ---------------------- | ------------ | -------------------------------------------------------- | -------------------- | ---------------- |
| Cleopatrysm            | ピラミッ℃    | 猫叉Master ショッチョー Sota Fujimori Akhuta 96 かめりあ | PHARAO BEAM STEP     | パピルス         |
| 御千手メディテーション | 昇天家族     | あさき 肥塚良彦 L.E.D.-G PON Qrispy Joybox RoughSketch   | ニューエイジ合掌コア | エキドナ         |
| KHAMEN BREAK           | くふおー     | Cody 泉 陸奥彦 wac DJ TOTTO TAG Hommarju                 | PROGRESSIVE GOSPEL   | ツースト         |

PONの運命浄化計画（2014年12月24日 - 2015年10月25日）
『pop'n music ラピストリア』を中心としたBEMANIシリーズ7機種間でのコラボレーション企画。同社のコンポーザーであるPONの1stアルバム『Power Of Nature』発売記念イベントとして開催。
『pop'n music ラピストリア』、『beatmania IIDX 22 PENDUAL』、『GITADORA Over Drive』、『jubeat prop』『REFLEC BEAT groovin'!! Upper』の5機種が対象。『DanceDanceRevolution』と『BeatStream』はボーナス対象のみ。
対象機種をプレーして自然の力を溜めて運命浄化ボタンを押し、成功すると楽曲が解禁される。対応するパワーが溜まっているほど成功率が上昇する。
猫叉&TOTTOと行くGW弾丸ツアー（2015年4月2日 - 2015年5月17日）
『beatmania IIDX 22 PENDUAL』と『REFLEC BEAT groovin'!! Upper』間でのコラボレーション企画。同社のコンポーザーである猫叉MasterとDJ TOTTOをフィーチャーしたイベントで、各機種で条件を満たすことで二人に旅の準備をさせて旅立たせ、楽曲を解禁していく。
怪盗BisCoの予告状!!（2015年6月17日 - 2015年12月21日）
『BeatStream』を中心としたBEMANIシリーズ8機種間及び『ひなビタ♪』とのコラボレーション企画。
BEMANI SUMMER DIARY 2015（2015年7月23日 - 2015年10月25日）
夏休みの絵日記をコンセプトとした連動イベント。
『beatmania IIDX 22 PENDUAL』、『pop'n music ラピストリア』、『DanceDanceRevolution』、『GITADORA Tri-Boost』、『jubeat prop』、『REFLEC BEAT groovin'!! Upper』、『SOUND VOLTEX III GRAVITY WARS』、『BeatStream』の8機種が対象。
「熱闘!BEMANIスタジアム」同様、『スティールクロニクル ヴィクトルーパーズ』と『クイズマジックアカデミー 暁の鐘』をプレイすると、絵日記完成のためのポイントがたまりやすくなる。
『麻雀格闘倶楽部彩の華』では「助けて！ジャンサマ 〜至高の代筆四天王〜」として対局で貯まるBEMANIオーブ1個につき1日分の日記を代筆してくれる（事前にプロローグ楽曲の解禁が必要）。また、条件を満たすと対局BGMとして使用できる。
スミスのきまぐれジェントル（2015年12月28日 - 2017年1月19日）
『jubeat prop』を中心としたコラボレーション企画。
『jubeat prop』、『SOUND VOLTEX III GRAVITY WARS』、『GITADORA Tri-Boost』が対象（2016年3月現在）。
日向美ちくわ姫決定戦（2016年2月24日 - 2016年11月30日）
『ひなビタ♪』とのコラボレーション企画。
『jubeat prop』、『GITADORA Tri-Boost』、『MÚSECA』、『pop'n music eclale』『REFLEC BEAT VOLZZA』の5機種が対象。
各機種に収録されているひなビタ♪名義の楽曲をプレイすることでボーカルに対応したメンバーへのポイントが蓄積される。一定のポイントに達すると、「ひなビタ♪ Five Drops」で発売されたシングルに収録された楽曲が解禁される。
さらに、2機種で同じメンバーの曲を解禁することでそのメンバーの期間限定ファンクラブに加入できる。加入後対象機種でひなビタ♪曲をプレイすることで、そのメンバーへの「ちくわポイント」を集めることができる。イベント終了後、最も多くの「ちくわポイント」を集めたメンバーの楽曲が収録される予定。

## 関連する人物（五十音順）
2012年までのコナミ製アーケードゲームの一部作品のパネルにはプロデューサーの英語表記が記載されている場合がある。2016~8年ごろからほとんどのコナミ製アーケード作品においてスタッフロールの表記を自粛する傾向にある。

### プロデューサー
- 大田良彦（おおたP） - 『DanceDanceRevolution』シリーズおよび『DANCE EVOLUTION ARCADE』のプロデューサー。
- 蔭山忠生（KAGE） - 『beatmaniaIIDX』シリーズのプロデューサー。
- 中村勝 - 『ミライダガッキ』のプロデューサー[注釈 3]。
- 西村宜隆（DJ Yoshitaka） - BEMANIシリーズの統括プロデューサー。自身も『pop'n music』シリーズ、『REFLEC BEAT』シリーズ、『SOUND VOLTEX』シリーズ、および『BeatStream』ではディレクションも行なっている。
- 野崎満裕（まんぷく） - シニアプロデューサー。BEMANI神戸チームを統括。
- 増田寛之（まっする） - 『GuitarFreaks』&『DrumMania』および『jubeat』シリーズのプロデューサー。

### ディレクター
- 浅見祐一（U1-ASAMi）
- 梅田隆志（うー）
- 右寺修（Des-ROW）

### サウンドマネージャー
- 植松斎永（Yuei）

### デザイナー（コナミ関連（過去の人物含む））
- GOLI
- 塩野友子（shio）
- 田上葵（アオニサイ）
- 高村真耶（MAYA）
- Chihiro Inoue（ちっひ）
- eimy
- Gyo Eguchi（VJ GYO）
- Yoshiaki Heshiki（HES）

- T田
- NAGI
- とっきー
- mayo
- いそにん
- ぺぬ
- もとこ
- 菌類

### アーティスト（コナミ関連（過去の人物含む））
- 秋田真典（リシャール秋田）
- Akhuta
- あさき
- 亜熱帯マジ-SKA爆弾
- 石川貴之（dj TAKA）
- 泉陸奥彦（Mutsuhiko Izumi）
- 伊山達也（Qrispy Joybox）
- 上高治巳（Jimmy Weckl）
- 内田智之（Mr.T）
- 浦田隆志（TAISHO）
- 大井藍子（AIKO OI）
- 大田知己
- かめりあ（大箭マサヤ）
- OSTER project
- 小野秀幸
- 角田利之（L.E.D.)
- 兼田潤一郎（Waldeus von dovjak）
- 辛島純子（jun）
- 黒沢ダイスケ（96）
- 肥塚良彦
- 古賀博樹（Naya~n）
- 小寺秀典（cody）
- 小堀修一（kobo）
- 佐伯茂治（ショッチョー）
- 桜井敏郎
- 桜井零士
- 佐久間彩 (Aya)
- 佐々木博史
- 佐藤直之（猫叉Master）
- 清水達也（Tatsh）
- 清水洋平（youhei shimizu）
- 新谷さなえ（Sana）
- SUPER STAR 満-MITSURU-
- 菅谷英明（FinalOffset）
- 杉本清隆（SIMON）
- 妹尾和浩

- 千本松仁
- 高橋祐子（yukky）
- 田川義浩（DJ TOTTO）
- 田口康裕（TAG）
- 竹安弘
- DAJI
- 土屋裕一（ASparagus）
- 藤後浩之（Togo）
- トーマス・リクテンスタイン
- 中村康三（Kozo Nakamura）
- 南雲玲生（dj nagureo）
- 西木康智（Vivian）
- 橋本晶子
- 林陽一（Haya-P）
- Handsome JET Project
- BeForU
- 平田祥一郎
- 平田智樹
- 広野智章（劇団レコード）
- PHQUASE
- 藤井岳彦（SLAKE）
- 藤森崇多（Sota Fujimori）
- 舟木智介（TOMOSUKE）
- 古川もとあき
- ポーラ・テリー（Paula Terry）
- 星野奏子
- 本田晃弘（Dr. Honda）
- 前田尚紀（NAOKI）
- 水野達也（ota2）
- 村井聖夜（seiya-murai）
- 山岡晃（Akira Yamaoka）
- 山根ミチル
- 脇田潤（wac）
- 渡辺大地（PON）
- 濵田有共（HuΣeR）
- 佐藤俊介（SYUNN）

### プロゲーマー

#### 元プロゲーマー
- DOLCE.

### アーティスト（外部提供（ゲストアーティスト含む））
- ARCH ENEMY
- 相知美佐
- AKINO from bless4
- Akino ※bless4のメンバーではない
- 浅井裕子
- Art of Fighters
- 浅倉大介
- 朝本浩文
- あべにゅうぷろじぇくと feat.佐倉紗織 produced by ave;new
- 阿部靖広
- Ayatsugu_Otowa
- 新井大樹
- 荒牧陽子（あーたん）
- ALI PROJECT
- アルファ
- ANTHEM
- EastNewSound
- 飯吉新 (S.S.D.FANTASICA)
- IOSYS
- 池田智宣
- 石原慎一
- 泉由美
- 伊藤賢治
- 岩田陽一
- 上野圭市（D.J.SWAN、baby weapon）
- USAO
- 後田信二
- 宇宙戦隊NOIZ
- h-wonder
- 宇野将平（RoughSketch/uno（IOSYS））
- AiMEE
- A応P
- SA
- F.size.free
- m-flo
- Elizabeth Dobbs
- ELEKTEL
- Elements Garden
- 遠藤一馬
- 大嶋大輔
- おおたか静流
- 岡本裕美
- 大坪直樹（Nahjee）
- All Japan Goith
- 小川文明（Bunmei）
- 沖井礼二
- Orbit1 & Milo
- OSTER project
- onoken（Ax、FELYS）
- Hommarju
- KAORI
- 片岡知子
- 加藤稔二
- 加藤浩義 (nc)
- KANASA from bless4
- 岸田教団&THE明星ロケッツ
- 木田俊介（little lounge＊little twinkle）
- キャプテンストライダム
- 喜屋武ちあき
- 9mm Parabellum Bullet
- 君の美術館
- くにたけみゆき
- 久保田修
- くまのきよみ
- 久米由基（Q-Mex）
- GUHROOVY（内堀彰&近藤尚昭）
- グルーヴあんちゃん
- ぐるたみん
- 黒羽康司（SYMPHONIC DEFOGGERS）
- 黒光雄輝（PINK PONG）
- 研ナオコ（NAO）
- kevin energy
- 航空電子
- ko-saku
- ゴールデンボンバー
- cosMo@暴走P
- 小林ゆう
- 斎藤功（ASLETICS）
- 斎藤広祐（kors k）
- 斎藤弘昭（AKI）
- SOUND HOLIC
- 坂本頼光
- 佐久間彩
- sasakure.UK feat. mirto
- 沙野カモメ
- 佐野信義（sanodg）
- 佐宗綾子（sampling masters AYA）
- THE DILLINGER ESCAPE PLAN
- The DO-Nut's
- THE LOCAL ART
- xac
- 志方あきこ
- 下村陽子
- JAKAZiD
- Shu Okuyama
- Silver Forest
- SILVA
- 新堂敦士
- スーパーサンダース
- 菅沼孝三
- Scotty D.
- 鈴木愛
- 鈴木光人
- 鈴木友里絵
- Starving Trancer
- スチャダラパー
- Three Berry Icecream
- すわひでお
- 石鹸屋
- CELLADOR
- Dirty Androids
- 高田雅史

- 高見澤哲也
- 髙見優
- TaQ
- 竹田雅一
- 樽木栄一郎
- DANCE☆MAN
- CHOKE SLEEPER
- DM Ashura
- DJ Genki
- DJ Command
- DJ SHIMAMURA
- DJ CHUCKY
- DJ TECHNORCH
- DJ Noriken
- DJ Weaver
- teranoid&MCnatsack
- 東條江身（EMI（秋桜））
- dorlis
- 所ジョージ
- Thomas Howard Lichtenstein
- TORIENA
- t+pazolite
- NICE GUY人
- 長沢ゆりか
- 中田暁（NAKATEK）
- 中野定博（SADA）
- 中原龍太郎（Ryu☆）
- 夏川陽子
- 名取友美
- ななひら
- NAPAKICK（高橋正幸）
- 鍋嶋圭一
- 並木晃一
- 並木学
- 名雪佳代（K.Nayuki）
- 軟鉄兄弟（やまだん&湯毛）
- 難波弘之
- 二井原実
- 西本英雄
- 西脇辰弥
- トベタ・バジュン（nouvo nude）
- ノーボトム!
- パーキッツ（ふじのマナミ&片岡嗣美）
- HIGHWAY61
- 爆風スランプ（サンプラザ中野&パッパラー河合）
- hacomaco
- HAYABUSA
- 秦叔史（HATA）
- 発熱巫女～ず
- Vanilla Ninja
- HΛL
- はるなば
- PAN
- ハンサム兄弟
- BE THE VOICE
- ビートまりお（COOL&CREATE）
- ヒゲドライバー
- P*Light
- 日高明大（ムルムル）
- 百石元
- ヒロシワタナベ
- ピンクターボ
- FELT
- 福富幸宏
- 豚乙女
- ふなっしー
- Fracus
- Brisk&Ham
- Plus-Tech Squeeze Box
- PRASTIK DANCEFLOOR
- BlackY
- 古川竜也（good-cool）
- 細江慎治（sampling masters MEGA）
- 堀澤麻衣子
- Holstein
- baker
- マキシマムザホルモン
- マキタ学級
- Masayoshi Minoshima
- MASTODON
- マチゲリータ
- マッカチン企画
- MAD CHILD
- MAYUKI
- 丸山和嘉
- Monday満ちる
- 三澤秋
- 水木一郎
- みずしな孝之
- 源屋
- 見良津健雄（Twin AmadeuS）
- 向谷実
- MUNETICA
- 村山晋一郎
- metro trip
- 森永真由美（Prim、HHH×MM×ST）
- 山崎耕一（RAM）
- YUU and NAHO from Cawaii!（福長優&井上奈保）
- 祐天寺浩美（MPM）
- Yum!Yum!ORANGE
- 幽閉サテライト
- YOJI
- 横田商会（Y&Co.（横田聡&田村哲也））
- LIA
- RIZE
- Last Note.
- LOVE+HATE
- RINA
- 永井良和（REDALiCE）
- ROAD OF MAJOR（ギタドラでの名義。jubeatではロードオブメジャー）
- ロリータ18号

## 開発部署について
従来はメダルゲーム、カジノ機器を制作していたコナミ株式会社GM機器事業本部（神奈川県座間市）により『beatmania』、『pop'n music』が、AM機器事業本部（兵庫県神戸市西区・西神工業団地）より『Dance Dance Revolution』、『GuitarFreaks』、『drummania』などが開発されていた。しかし2000年3月に、GMの音楽ゲーム開発部門がAMに移管され、AM事業本部として東京都新宿区に移動（後に港区六本木の六本木ヒルズ→同赤坂の東京ミッドタウンに移動）、また旧AM機器事業本部はAM神戸事業所へと変更した。この際に『beatmania』と『pop'n music』の公式サイトの移転も行われている。
コナミの事業統合により「ビーマニプロダクション」が発足した現在でも上記の二ヵ所で開発されている。
| 作品名                               | 開発         |
| ------------------------------------ | ------------ |
| beatmania                            | 新宿（旧GM） |
| beatmania IIDX                       | 新宿（旧GM） |
| beatmania III                        | 新宿（旧GM） |
| pop'n music                          | 新宿（旧GM） |
| pop'n stage                          | 新宿（旧GM） |
| Dance Dance Revolution (DDRMAX2以降) | 新宿（旧GM） |
| KEYBOARDMANIA                        | 新宿（旧GM） |
| ParaParaParadise                     | 新宿（旧GM） |
| REFLEC BEAT                          | 新宿（旧GM） |
| SOUND VOLTEX                         | 新宿（旧GM） |
| DanceEvolution                       | 新宿（旧GM） |
| BeatStream                           | 新宿（旧GM） |
| ノスタルジア                         | 新宿（旧GM） |
| Dance Dance Revolution (DDRMAXまで)  | 神戸（旧AM） |
| Dance Dance Revolution Solo          | 神戸（旧AM） |
| Dancing Stage                        | 神戸（旧AM） |
| Dance Maniax                         | 神戸（旧AM） |
| GUITARFREAKS                         | 神戸（旧AM） |
| drummania                            | 神戸（旧AM） |
| RAP FREAKS                           | 神戸（旧AM） |
| MAMBO A GO GO                        | 神戸（旧AM） |
| jubeat                               | 神戸（旧AM） |
| MÚSECA                               | 神戸（旧AM） |
| Toy'sMarch                           |              |
| DANCE 86.4 FUNKY RADIO STATION       |              |

家庭用作品については、統合前は『beatmania』、『beatmaniaIIDX』、『GUITARFREAKS』、『drummania』、『KEYBOARDMANIA』、『ParaParaParadise』は旧コナミコンピュータエンタテインメントジャパン、（渋谷区恵比寿の恵比寿ガーデンプレイス→六本木ヒルズ→ミッドタウン）『DanceDanceRevolution』は旧コナミコンピュータエンタテインメント東京（千代田区神田神保町→中央区晴海の晴海アイランドトリトンスクエア→ミッドタウン）、『pop'n music』及び『beatmaniaIIDX 7thStyle』以降は旧コナミコンピュータエンタテインメント横浜、後にコナミコンピュータエンタテインメントスタジオ（六本木ヒルズ→ミッドタウン）で開発されていた。また、ゲームボーイ版の初代『beatmania GB』、『pop'n music GB』は旧コナミコンピュータエンタテインメント神戸で開発されていた。
現在は、旧KCE3社の合併とともに、「ビーマニプロダクション」が発足し、家庭用・業務用の開発チームも統合されている。

## 共通して用いられる用語
全てのタイトルに共通して用いられるものもあれば、一部に対してのみのものもある。
BEMANIカテゴリ（BEMANIフォルダ）
シリーズを重ねて移植曲が増えていくに従って、選曲画面に移植曲のみを集めたカテゴリやフォルダが作られるようになった。『DDR EXTREME』ではシリーズナンバーのフォルダと共に「beatmaniaIIDX」や「pop'n music」など各機種の名称が付けられたフォルダが作られ、それぞれの機種から移植された曲がそこへ収録されていたが、『SuperNOVA』以降は廃止されたものの、『X』で復活した。
『pop'n music 13 カーニバル』では「BEMANIカテゴリ」が新設され、他機種へ移植された曲と他機種から移植された曲がそこへ集められていた。後に『beatmaniaIIDX13 DistorteD』や『GuitarFreaksV5&DrumManiaV5』でも同様の「BEMANIカテゴリ」（『IIDX』では「BEMANIフォルダ」）が登場し、相互に移植された曲の一部が配置されている。
BEMANI EXPO
『beatmania IIDX』、『pop'n music』、『GuitarFreaks』、『DrumMania』の4機種合同で、2005年から2006年初頭にかけて行われたスペシャル企画。それぞれの筐体で解禁された曲の作曲者名を当てるクイズ「BEMANIナンバーズ」、コンポーザーによるコラム、ボーカリスト・星野奏子がパーソナリティーをつとめるネットラジオなどの企画が行われた。またこの企画の開催に伴いこの企画の中心となっていた『beatmania IIDX12 HAPPY SKY』、『pop'n music 13 カーニバル』、『GuitarFreaks V2』、『DrumMania V2』ではオープニング画面においてe-AMUSEMENTのロゴの後にBEMANI EXPOのロゴが表示されていたほか、「BEMANIナンバーズ」でのコラボレーション楽曲が解禁された。
BEMANIロゴ
1998年下半期、『beatmania』からの派生作品が展開されるに伴い使用され始めた。『Toy's March』以降、『Dance 86.4』や『pop'n music』（アーケード版『13 カーニバル』及びPlayStation 2版『12 いろは』以降）、『マリンバ天国』、『ミライダガッキ』などのライトユーザー向け作品に対して、カラフルな新しいBEMANIブランドのロゴマークを採用している。その他の作品（『beatmania IIDX』、『DanceDanceRevolution』、『GuitarFreaks』、『DrumMania』、『jubeat』）では従来のデザインでそのまま存続している。
DOUBLE PLAY（ダブルプレイ）
1Pと2P用の2セットのデバイスを両方使用してプレイする上級者用モードで、『beatmania 2ndMIX』から搭載された最初期からあるプレイオプション。このモードが実装されているのは現行シリーズでは『beatmania IIDX』、『Dance Dance Revolution』、及び『HELLO! POP'N MUSIC』のみであるが、過去のシリーズでは『beatmania』、『keyboardmania』、『Dance Maniax』に搭載されていた。初代『beatmania』で2人プレイモードを1人で行っていたプレイヤーを見た開発者が、ゲームの仕様として実装したのが始まりである。あくまで1人プレイ専用モードであるため、複数人数によるプレイは重大なルール違反とされる。
DOUBLE PLAYの譜面が2人プレイの譜面と共通のものと、DOUBLE PLAY専用の譜面が用意されているものに分かれている。前者の場合、主に『beatmania』と初期の『beatmania IIDX』の譜面では物理的に入力不可能な配置になっているものがあり、プレイヤーに無理な操作を要求される場面も頻発した。

EXTRA STAGE
規定曲数クリア後にある条件を満たしていると、追加でもう1曲分プレイすることができる。この追加ステージをエキストラステージと呼ぶ。条件は基本的に、最終ステージの成績や、最終ステージに選択した曲の難易度や、最終ステージにおいて規定楽曲のクリアや、規定曲数クリア後の総合成績となっている。
また、条件を満たすとEXTRA STAGE専用曲が出現し、これを良い成績でクリアすることでさらにもう1曲追加でプレイすることができる。これをENCORE STAGE、ONE MORE EXTRA STAGEなどと呼ぶ。
インターネットランキング（IR）
インターネット上にてプレイヤー同士のスコアランキングを競うイベント。新作の稼動後に定期的に行われる。イベント終了時に何かしらの隠し要素が公開されることが多い。
従来はプレイ終了後に表示されるスコアとパスワードをプレイヤー側で記録してコナミの公式サイト上でランキングに登録する方式であったが、e-AMUSEMENTシステムの導入後は、プレイ終了後にリアルタイムでスコアの登録が行われるようになっている。e-AMUSEMENTシステム導入前はパスワード登録時にコメントをともに登録するようになっていたが、導入後は携帯サイトによってコメントを別途書き込む形になった。
オリジナル曲・ライセンス曲
オリジナル曲はそのゲームオリジナルの楽曲（コナミ社内、またはゲーム用としての外部委託による製作（dj nagureo、good-cool、パーキッツ等））を指し、ライセンス曲（コナミによる呼称。ユーザー間では「版権曲」と称されることが多い）は日本音楽著作権協会（JASRAC）・イーライセンス・ジャパン・ライツ・クリアランス（コピナビ）からの許諾を得て収録している楽曲を指す。オリジナル曲はJASRACが著作権の管理をしていない、いわゆる管理楽曲で、サウンドトラック盤にその旨の断り書きがある。
『beatmania』シリーズではオリジナル曲が特に多い。一方ライトユーザーがターゲットとなる『DANCE 86.4 FUNKY RADIO STATION』や『Toy'sMarch』ではライセンス曲が多く収録される傾向がある。また、完全新規タイトルで未経験者の開拓を狙った『jubeat』ではライセンス曲が多い。
『Dance Dance Revolution』シリーズでは、EMIミュージック・ジャパンのダンスコンピレーションシリーズ『Dancemania』とタイアップを行い、多くの楽曲の提供を受けていた（ただし近年の作品では特定レーベルとのタイアップは行っておらず、曲ごとに個別にライセンスを受けている）。
『beatmania』と『beatmania IIDX』では、エイベックスやEMIミュージック・ジャパン（当時は東芝EMI）の許諾を得て収録しているライセンス曲の場合曲選択画面と曲ロード画面でそのアーティストの所属レーベル（avex trax、cutting edgeなど）のロゴが表示される。
なお、ライセンス曲に関してはアーティストから楽曲提供を受けているものと原曲を別のアーティストが歌っているもの（いわゆるカバー）の2通りのパターンがある。前者についてはさらに「提供曲」として区別される場合もある。『GUITARFREAKS』と『drummania』のライセンス曲は後者のケースである場合が多い。また、外部インディーズアーティストから楽曲提供を受けている曲の場合、筐体仕様が変更された『V』以降の追加収録曲ではその楽曲のミュージッククリップが使用されている（それまでは他の曲と同様アニメーションタイプのクリップがつけられていた）。カバー曲や提供曲として楽曲が収録されたアーティストが、その後オリジナル楽曲の制作に関わった例もある（土岐麻子、宇宙戦隊NOIZ、松井亮）。
サウンドトラック化や家庭用ゲーム機への移植の際、ライセンス曲は収録が見送られることがある。
削除曲・復活曲
前作までに収録されていた楽曲（旧曲）のうち、新作で収録されなかったものを削除曲と呼ぶ。削除される理由が公式には説明されることはなく、さらに削除された曲の一覧が積極的に公表されることもあまりない。ただし、『GuitarFreaks & DrumMania』シリーズの公式サイトでは、『V4』→『V5』、『V5』→『V6』の際に続作の削除曲が前もって発表されていたり、『pop'n music』シリーズでは『17』の稼動2週間前に収録曲リストが公開されなどの配慮がなされている場合もある。
逆に、上記のように削除された楽曲が再収録されることを復活曲と呼ぶ。復活曲の基準は各ゲームによって違うが、主にコナミオリジナル曲が再収録されるケースが多い。その中でも容量の都合により収録曲が少なかった『beatmania』シリーズは、最終作『beatmania THE FINAL』をリリースする際にムービーを犠牲にする代わりに同シリーズで収録されていた楽曲の多くを復活させ、最終作にしてシリーズ史上最高の収録数となった。
特に『jubeat saucer』では削除曲・復活曲が毎月発生する。
移植曲
他シリーズ用に製作された曲を他シリーズ用の曲として流用する物。ムービーと共に移植される場合もある。最初の移植曲は『beatmania』→『pop'n music』に移植された「e-motion」（ただし、楽曲のアレンジは『beatmania 2ndMIX』収録の「e-motion (2nd mix)」に準拠）。 『Dance Dance Revolution』への移植は曲の長さとプレーヤー疲労を考え、一部をカットして短縮されることがある。また移植前と移植後で曲に違いが発見されることがある。また、同時期に稼動した複数機種で同一の楽曲が同時収録されるケースもある。
解禁
隠し要素として存在していた曲などが、プレイあるいは設定できるようになること。解禁の条件はさまざまで、ディップスイッチやテストモードでのオペレータ操作によるもの、プレイでのノルマ達成などがある。
近年では基板がWindowsベースの物に切り替わったため、オペレーター用の解禁コマンドが解禁前に解析される事態が多発した。その結果オペレーターコマンドを実装せずに、e-AMUSEMENT経由でのオンライン解禁のみになった。そのためネットワーク接続されていないオフライン筐体での隠し要素のプレーについては、1プレイ中に自力で出現させられる物以外は一切プレー出来なくなっている。
満点
最良のプレイを達成したときに得られる点数のこと。満点が曲に関係なく一定のシリーズではあまり使われない。一部機種では満点に達すれば特殊演出が見られる。
満点が設定されている機種は、『pop'n music』は10万点、『beatmaniaIIDX』は20万点、『Dance Dance Revolution』『jubeat』は100万点、『SOUND VOLTEX』は1000万点、『REFLEC BEAT』『GITADORA』はAR値100%。

ノーツ（マーカー）
楽曲に付けられている操作をするべき目印のこと。一般にノーツ数が多いほど難易度が高くなる傾向がある。音楽ゲーム全般で用いられ、判定部分にノーツ（マーカー）が重なった時点で対応するアクションを起こす（ボタンを押すなど）。『jubeat』では様々なマーカーが用意されており、マーカーによって得意不得意の個人差が大きい。
譜面
曲の始まりから終わりまでの一連のノーツの集まり。

## その他
2008年に発売された任天堂の音楽ゲームソフト『大合奏!バンドブラザーズDX』（ニンテンドーDS）において、BEMANIシリーズ（『beatmania』シリーズ、『pop'n music』シリーズが中心）の楽曲が複数ダウンロード配信されている。これらの楽曲は全て、ユーザーにより投稿され審査に合格したものである。なお、楽曲はすべてJASRACに登録されている楽曲のみであり、全てのBEMANIシリーズの楽曲が採用されるわけではない。
コナミによる公式配信ではないものの、携帯ゲーム機でBEMANIシリーズのコナミオリジナル楽曲がプレイ出来るのは、2000年に発売されたゲームボーイカラー版『pop'n music GB』以来となる。なお、コナミ自体による携帯ゲーム機向けBEMANIシリーズは、この2年後の2010年に発売されたPlayStation Portable版『pop'n music portable』、および2011年に発売された『pop'n music portable 2』、および2019年にスマートフォンで配信された『Beatmania iidx ULTIMATE MOBILE』のみである。